# Amélie Antoine

## Amélie ANTOINE
Amélie Antoine (née en 1984 à Lille) est une romancière française spécialisée dans les récits contemporains et psychologiques, souvent publiés aux éditions XO.
Amélie Antoine, née en 1984 à Lille, est une écrivaine française de romans contemporains. Elle écrit également pour la jeunesse. Elle s’est fait connaître grâce à l’autoédition, avant d’être publiée chez plusieurs maisons comme Michel Lafon, XO Éditions, Syros Editions entre autres.
Elle est également engagée dans des causes citoyennes, notamment auprès de Greenpeace dans la région lilloise et de l’association Les Clowns de l’Espoir en oncopédiatrie.

## Biographie
Originaire de Lille, Amélie Antoine se forme en lettres modernes. Elle travaille dans le domaine de la communication comme community manager avant de se consacrer pleinement à l’écriture.
En 2015, elle auto-édite son premier roman Fidèle au poste, qui rencontre un large succès. Le livre est ensuite republié chez Michel Lafon en 2016. Depuis, elle signe régulièrement des romans psychologiques ou contemporains, souvent centrés sur les non-dits, les violences invisibles et comment, comme elle le dit, "monsieur ou madame Tout-le-Monde peut en arriver à commettre l'irréparable."
Elle écrit aussi des romans jeunesse et des albums illustrés.

## Œuvres

### Romans
- 2015 : Fidèle au poste (autoédition), Michel Lafon (2016)
- 2016 : Interférence, Michel Lafon
- 2016 : Au nom de quoi (sous le pseudonyme Dorian Meune)
- 2017 : Les silences, Michel Lafon
- 2017 : Avec elle, sans elle (avec Solène Bakowski), XO Éditions
- 2018 : Les secrets, XO Éditions
- 2019 : Raisons obscures, XO Éditions
- 2020 : Le jour où, XO Éditions
- 2021 : Le bonheur l’emportera, XO Éditions
- 2022 : Aux quatre vents, XO Éditions
- 2023 : Pourquoi tu pleures ?, Le Muscadier
- 2024 : Un enfant sans histoire(s), Le Muscadier
- 2025 : De là-haut, Le Muscadier (à paraître)

### Romans jeunesse
- 2019 : Ernest et moi
- 2021 : Reviens
- 2023 : À poings fermés
- 2023 : Ma moche-mère et moi
- 2024 : Ne vois-tu rien venir?
- 2024 : Quelque chose sur le coeur
- 2024 : Mes deux chez moi
- 2025 : 1096 jours

### Albums illustrés
- Ernest et moi — illustré par Jack Koch
- Mes deux chez moi — illustré par Edith Chambon
- Ce que je fais avec papa / Ce que je fais avec maman — illustré par Isabelle Maroger

### Autres
- 2011 : Combien de temps — récit autobiographique

## Thèmes et style

### Romans pour adultes
Amélie Antoine aborde dans ses romans les secrets de famille, les tabous sociaux, les souffrances silencieuses notamment dans la sphère familiale. Ses œuvres se caractérisent par une écriture sensible et un ancrage réaliste, qu'il soit historique, policier ou tout simplement issu du quotidien. Son style est caractérisé par une fluidité, des twists qui mènent finement le lecteur "en bateau", une bonne dose d'humour le plus souvent. Elle utilise souvent la modalité de la narration alternée entre personnages et temporalités et décrit aussi finement les interactions que le monde interne de ses personnages, ce qui en donne une incarnation très attachante et provoque une lecture assez addictive

### Jeunesse
Deux romans jeunesse -  Ne vois-tu rien venir? (2024)pour un lectorat adolescent, et  Quelque chose sur le coeur pour les écoliers (2024) traitent du harcèlement scolaire, sujet sur lequel elle se penche avec une volonté proclamée d'apporter des solutions concrètes aux enfants victimes qui les liront. Publié en 2025, 1096 jours traite lui, de l'Holocauste.
Deux albums illustrés traitent de la séparation et de la recomposition familiale : Mes deux chez moi et ce que je fais avec papa/ce que je fais avec maman. C'est également le thème de Ma moche maman et moi et Mes deux chez moi.

## Réception
Sa carrière d'auteure est souvent qualifiée de success storypuisque auto-publiée en 2015, Amélie Antoine connaît un décollage fulgurant des lectures en quelques mois et obtient le prix Amazon de l'auto-éditionpour son premier roman Fidèle au poste. Publié ensuite par la maison Michel Lafon, et traduit en anglais pour un public américain, son livre atteint alors les 250 000 lecteurs et son lectorat continue de la suivre dans chacun des livres qu'elle publie ensuite chez Xo ou Syros. Elle est régulièrement citée par les bibliothécaires et les blogs littéraires,,,.

## Distinctions
En 2023, le prix Renaudot des Benjamins lui est décerné pour son roman Reviens
Elle obtient le prix littéraire Prix "Tu l’as lu? -Crédit Agricole 2024" pour son roman jeunesse "Ne vois-tu rien venir"